# Грб Сао Томе и Принсипеа
Грб Сао Томе и Принсипеа је званични хералдички симбол афричке државе Демократске Републике Сао Томе и Принсипе. Грб је усвојен 1975. године, након стицања независности од португалске колонијалне управе.

## Опис
Грб се састоји од сокола на левој и папагаја на десној страни, који придржавају штит златне боје. На штиту је приказано стабло палме. Изнад штита стоји плава петокрака звезда, а изнад звезде златна трака на којој је исписано пуно име државе на португалском језику.
Птице својом другом канџом придржавају траку на којој је исписано државно гесло „јединство, дисциплина, рад“ („unidade, disciplina, trabalho“).

## Историјски грбови
- Грб Португалског Сао Томе и Принсипеа од 1935. до 1951.
- Грб Португалског Сао Томе и Принсипеа од 1951. до 1975.
- Мали грб Португалског Сао Томе и Принсипеа од 1935. до 1975.